# 榊一郎
榊 一郎（さかき いちろう、男性、1969年11月23日 - ）は、日本の小説家、脚本家。大阪府出身。

## 人物
大阪府出身。東大寺学園高校、大阪大学法学部卒業。大学卒業後数年ほど司法試験浪人をしたあと、司法書士事務所に就職。
1998年に『ドラゴンズ・ウィル』が第9回ファンタジア長編小説大賞に準入選しデビュー。次作として出した『スクラップド・プリンセス』は第一回龍皇杯に優勝し、長期シリーズ化された。なおこの頃まで司法書士補助者として勤めていたが、現在は専業作家。
『神曲奏界ポリフォニカ』のアニメ化の際に、初めてアニメのシリーズ構成・脚本を担当。
また、アミューズメントメディア総合学院の講師を務めていたこともあり、2007年より放送芸術学院の大阪アニメーションスクール (OAS) ノベルス学科で講師を務めていた。その後大阪芸術大学文芸学科客員教授を勤める。新井輝とともに創作集団"IMAGING FOREST"を設立して原作提供などを行う。
趣味は銃器関連とアクアリウム。いわゆる特殊部隊を好む。
自他ともに認めるメイド好きであり、作中には頻繁に登場する。
自身の作品においては登場人物を通じてテーマに対する提案や結論を導くことを好んでいるが、それ故読者からは「説教臭い」と言われることもあり、本人も認めている。

## 作品

### 小説

#### 富士見ファンタジア文庫
- ドラゴンズ・ウィル（1998年1月、単巻）
- スクラップド・プリンセス（1999年3月 - 2005年10月、全18巻）
- ストレイト・ジャケット（2000年8月20日 - 2010年9月18日、全14巻）
- 君の居た昨日、僕の見る明日（2004年8月 - 2007年4月、全5巻）
- ディスパレイト!コンプ（2007年7月25日 - 9月25日、全2巻）
- ディスパレイト!（2008年1月25日 - 5月25日、全2巻）
- 棺姫のチャイカ（2010年12月18日 - 2015年3月20日、全12巻）
- 誰が為にケモノは生きたいといった（2018年2月20日 - 2018年10月20日、全3巻）
- 妖精狙撃 エルフ・ウィズ・サイレントアサシン（2019年8月20日、全1巻）
- 魔王を斃した後の帰り道で（2024年10月19日、全1巻）

#### ファミ通文庫
- ストラグル・フィールド（2000年11月 - 2002年4月、全2巻）
- まじしゃんず・あかでみい（2003年1月24日 - 2007年8月30日、全9巻）
- まかでみ・らでぃかる（2004年7月20日 - 2008年9月29日、全7巻）
- まかでみックス（2008年6月11日 - 2011年7月30日、全9巻）
- その男、魔法使い“A”（2011年11月30日 - 2012年3月30日、全2巻）
- 茉建寺エリノアの非主流科学研究室【フリンジ・ラボラトリイ】（2012年12月27日、全1巻）
- 機関鬼神【カラクリオニガミ】アカツキ（2013年12月26日 - 2014年3月29日、全2巻）

#### MF文庫J
- イコノクラスト!（2004年9月2日 - 2008年11月、全10巻）
- ミカヅチ（2010年2月23日 - 2012年1月、全5巻）

#### GA文庫
- 神曲奏界ポリフォニカ クリムゾン・シリーズ（2006年1月15日 - 2013年6月15日、全12巻）
- 神曲奏界ポリフォニカ クリムゾン・S シリーズ（2008年11月15日 - 2010年3月16日、全6巻）
- アフタースクール シリーズ（2012年7月17日 - 2013年3月16日、全3巻）
- 神曲奏界ポリフォニカ エイフォニック・ソングバード（2012年5月15日 - 2014年4月15日、全4巻）

#### HJ文庫
- プリンセスはお年頃!（2006年7月1日 - 2007年3月1日、全3巻）
- 模造王女騒動記 フェイク・フェイク（2007年3月31日 - 2009年3月1日、全3巻）
- タタリ・ブレイカー弑子（2012年3月30日、全1巻）
- 蒼鋼の冒涜者（2015年5月1日 - 2016年4月28日、全4巻）
- Zの時間（2018年3月30日 - 2018年9月1日、全2巻）
- 覇逆のドラグーン〜落伍竜機士は運命の姫と、暁の極光世界を翔け上がる〜（2019年10月1日 - 、既刊2巻）
- 絶対魔剣の双戦舞曲 〜暗殺貴族が奴隷令嬢を育成したら、魔術殺しの究極魔剣士に育ってしまったんだが〜（2022年7月1日 - 、既刊3巻）

#### C★NOVELSファンタジア
- ダブルバインド 黄昏に獣は踊る（2011年9月27日、全1巻）
- アーク・ブラッド（2012年9月24日 - 、既刊2巻 / ※3巻以降は著者を交代し、原案を担当）
- 熾天使空域（2015年3月25日 - 2016年8月18日、全4巻）

#### 講談社ラノベ文庫
- アウトブレイク・カンパニー 萌える侵略者（2011年12月2日 - 2018年8月2日、全18巻+外伝1巻）
- パラミリタリ・カンパニー 萌える侵略者（2017年5月2日 - 2017年12月1日、全3巻）
- 終末のアダム（2018年10月2日、全1巻）
- 嫁々いみぐれーしょん（2018年11月2日、全1巻）
- おお魔王、死んでしまうとは何事か 〜小役人、魔王復活の旅に出る〜（2020年12月2日 - 、既刊1巻）
- けいたん。〜ライトノベルは素敵なお仕事。多分？〜（2021年1月4日 - 、既刊1巻）

#### ハヤカワ文庫JA
- ザ・ジャグル（2010年1月30日 - 2010年10月25日、全5巻）
- 蒼穹騎士：ボーダー・フリークス（2013年6月21日、全1巻）

#### ダッシュエックス文庫
- 神鎧猟機ブリガンド（2014年11月21日 - 2015年12月22日、全4巻）
- ウィッチ・アームス 魔法少女は素敵なお仕事（2016年6月24日、全1巻）

#### 角川スニーカー文庫
- 永き聖戦の後に（2016年11月1日 - 2017年2月1日、全2巻）
- いつか仮面を脱ぐ為に 〜嗤う鬼神と夢見る奴隷〜（2019年9月1日 - 、既刊2巻）

#### その他
- 世界で一番優しい機械 〜SOFT MACHINE〜（2004年1月23日／EXノベルズ・エニックス、全1巻）
- クラック・ハウンド（2005年4月16日／トクマノベルズEdge・徳間書店、全1巻）
- CODE-E 遥かなる囁き（2008年7月18日／ガガガ文庫・小学館、全1巻）
- フェアリィフィールド（2012年11月20日 - 2014年2月20日／朝日ノベルズ・朝日新聞出版、全3巻）
- 仮想天使は魔術を詠う（2013年3月8日／スマッシュ文庫・PHP研究所、全1巻）
- ドラゴンズ・ウィル 完全版 （2013年9月18日／富士見書房、全1巻） - 富士見ファンタジア文庫の同名書籍の復刊に未収録の短編を収録した単行本。
- カタナなでしこ（2016年1月19日／講談社タイガ・講談社、全1巻）
- 神曲奏界ポリフォニカ クリムゾン・シリーズ（2016年5月13日 - 2018年2月14日／GAノベル・SBクリエイティブ、全12巻） - GA文庫の同名書籍の新装版。
- サマナーズウォー／召喚士大戦（2022年11月10日 - 2023年6月9日／電撃文庫・KADOKAWA、全2巻）
- 刃骸ノ葬列ーサムライデスパレヱドー（2024年2月28日 - ／ダンガン文庫・BookBase、既刊2巻） - BookBase専売の電子書籍

### 共著

#### 富士見ファンタジア文庫
- 突撃アンソロジー 小説創るぜ!（2004年4月） - 秋田禎信・神坂一・賀東招二との共著アンソロジー作品。収録作品『ウィークエンド・メサイア』。

#### ファミ通文庫
- シーリング・パレス（2004年6月） - 原案を担当。著者：氷上慧一。
- ホラーアンソロジー1 “赤"（2012年7月30日） - 綾里けいし・田尾典丈・舞阪洸・竹岡葉月・西野吾郎との共著アンソロジー作品。収録作品『ヴァーティカル』。

#### MF文庫J
- ナースウィッチ小麦ちゃんマジカルて（2003年4月25日 - 2003年9月25日、全2巻） - 武乃忍との共著。

#### GA文庫
- スクールガールストライカーズ Novel Channel（2015年3月20日、全1巻） - 氷上慧一・ひびき遊との共著アンソロジー作品。収録作品『第1話（サトカ編）』『第6話（特別編）』。

#### ガガガ文庫
- されど罪人は竜と踊るオルケストラ（2018年1月18日） - 浅井ラボ原作小説の、カルロ・ゼン・高殿円・長月達平・望公太・ベニー松山・三雲岳斗との共著アンソロジー作品。収録作品『ホートンの長くて短い朝』。

#### スマッシュ文庫
- 高校受験に必要な漢字1607字が全部学べるスタディ・ノベル（2013年9月） - 監修を担当。著者：日高真紅。
- 高校受験に必要な数学21分野が全部学べるスタディ・ノベル（2013年9月） - 監修を担当。著者：ひびき遊。
- 高校受験に必要な英単語1200が全部学べるスタディ・ノベル（2013年9月） - 監修を担当。著者：岡本崇史。

### 漫画原作
- D4DJ -The Prologue of Peaky P-key-（2021年4月23日 - 2023年3月3日／マンガドア） - 原作：ブシロード
- 聖戦勇戯〜魔王が死んで100年後〜（2021年10月22日 - 2024年9月27日／コミックグロウル）
- 仁科くんの編集冒険記 〜ラノベはダンジョンで創られる〜（2022年9月9日 - 2024年11月8日 ／コミックグロウル）
- 人狼生徒会（2023年6月14日 - 2023年6月21日／水曜日はまったりダッシュエックスコミック）
- ひとでなしの詩（2024年3月10日 - 2025年3月18日／UComiヨコ（ピッコマで独占先行配信中））

### ムック
- 五代ゆう&榊一郎の小説指南（2007年7月5日／ホビージャパンMOOK・ホビージャパン） - 五代ゆうとの共著ムック本。

### キネティック・ノベル
全作品ocelotより発売
- 神曲奏界ポリフォニカ 1&2話BOXエディション（PC版・PS2版）
- 神曲奏界ポリフォニカ 3&4話完結編（PC版・PS2版）
- 神曲奏界ポリフォニカ 0 - 4話フルパック（PC版・PS2版・PSP版）
- 神曲奏界ポリフォニカ AFTER SCHOOL
- 神曲奏界ポリフォニカ プラス
- 葬送鬼レギナルト
- 神曲奏界ポリフォニカ F

### アニメ
- スクラップド・プリンセス（TVアニメ・2003年4月 - 10月） - 原作
- 神曲奏界ポリフォニカ（TVアニメ・2007年4月 - 6月） - 原作／シリーズ構成／第1・2・11・12楽章 脚本
- Devil May Cry（TVアニメ・2007年） - 構成協力／Mission:06 脚本
- CODE-E（TVアニメ・2007年7月 - 9月） - 原案／第5・11話 脚本
- ストレイト・ジャケット（OVA・2007年） - 原作／シリーズ構成／脚本
- Mission-E（TVアニメ・2008年7月 - 9月） - 原案／シリーズ構成／Mission 01・06・11・Last Mission 脚本
- まかでみ・WAっしょい!（TVアニメ・2008年10月 - 12月） - 原作
- 神曲奏界ポリフォニカ クリムゾンS（TVアニメ・2009年4月 - 6月） - 原作
- アウトブレイク・カンパニー（TVアニメ・2013年10月 - 12月） - 原作
- 棺姫のチャイカ（TVアニメ・2014年4月 - 6月、10月 - 12月） - 原作
- クラシカロイド（TVアニメ・2016年10月 - 2017年4月） - シリーズ構成

### ゲーム
- Carnage Heart PORTABLE（PSP・2006年8月3日） - シナリオ（一部、織田兄弟と共著）[7]
- Carnage Heart EXA（PSP・2010年10月28日） - シナリオ
- メイデンクラフト（iOS/Android・2015年4月 - 2016年2月） - 世界観設定/シナリオ
- ウィッチ・アームス〜魔法少女は眠れない〜（GREE・2016年5月 - 2018年3月、Mobage/mixi/にじよめ/ヤマダゲーム・2017年5月 - 2018年3月） - 世界観設定/シナリオ

### ボイスドラマ
全作品A-koeより配信
- 蝋燭の時間（2015年8月7日 - 10月9日）全8話 - 原作
- 三分間の神様（2016年2月12日 - 3月18日）全6話 - 原作
- 熾天使空域（2016年7月29日 - 11月25日）全18話 - 原作

## 関連人物
- 時雨沢恵一 / 三雲岳斗 - ガンマニアとして交流が深く、榊・時雨沢・三雲の3人でグアムへ行き、実弾射撃を楽しんだこともある。
- 神野オキナ - 共にアミューズメントメディア総合学院の講師を務めていて、『君の居た昨日、僕の見る明日』の元ネタは神野との対談から生まれた。
- 大迫純一 - 神曲奏界ポリフォニカのシェアードワールドを共に執筆していた1人。ポリフォニカの多くの設定を発案し、榊が担当するクリムゾン・シリーズのキャラクターの一部は大迫が原案。榊にとっては先輩であり、師匠であり、友人であり、仲間であり、商売敵であった人物で、ライトノベル作家という仕事上最も密に縁の在った同業者だったという。
- 新井輝 - 創作集団"IMAGING FOREST"を共に設立。原作提供を行うなどの活動をしている。しかし、どういう訳なのか自身のブログでは現在のプロフィールで「無職」と公表している。
- 氷上慧一 / 吉祥寺住人 - 榊が原作を提供し、"IMAGING FOREST"よりデビューした作家。
- 笹原楓 - エイベックスの創作アニメレーベルであるZOOM FLICKER（avex entertainmentの内部レーベル）史上初のシリーズ化作品・CODE-Eシリーズにおいて榊による原案を基に、笹原がアニメの原作を執筆した。